# خاک دختر
خاک دختر روستایی در  مرغاب از ولایت غور در کشور افغانستان است.